# Gymnoscopelus fraseri
Gymnoscopelus fraseri är en fiskart som först beskrevs av Fraser-brunner, 1931.  Gymnoscopelus fraseri ingår i släktet Gymnoscopelus och familjen prickfiskar. Inga underarter finns listade i Catalogue of Life.